# Meduzy
Meduzy (hebr. מדוזות / Meduzot) – izraelsko-niemieck dramat obyczajowy z 2007 roku w reżyserii Sziry Gefen i Etgara Kereta, którzy w życiu prywatnym są parą. Obraz zdobył Złotą Kamerę za najlepszy debiut reżyserski na 60. MFF w Cannes.
Treść filmu przedstawia wątki ludzi mieszkających w Tel Awiwie i nieopodal. Bohaterką jest młoda dziewczyna pracująca jako kelnerka. Większa uwaga zostaje poświęcona również dwóm innym kobietom: unieruchomionej na skutek złamania nogi młodej mężatce oraz filipińskiej imigrantce. 

## Obsada
- Gera Sandler – Michael
- Asi Dajan – Eldad
- Zaharira Harifai – Malka
- Sara Adler – Batia
- Noa Raban – Keren
- Cippor Aizen – Tamar
- Ilanit Ben-Yaakov – Galia
- Bruria Albeck – Relly
- Szira Gefen – recepcjonistka